# Khariar
Khariar é uma cidade no distrito de Nuapada, no estado indiano de Orissa.

## Demografia
Segundo o censo de 2001, Khariar tinha uma população de 13,402 habitantes. Os indivíduos do sexo masculino constituem 51% da população e os do sexo feminino 49%. Khariar tem uma taxa de literacia de 62%, superior à média nacional de 59.5%: a literacia no sexo masculino é de 72% e no sexo feminino é de 52%. Em Khariar, 13% da população está abaixo dos 6 anos de idade.